# Anas
Anas je rod vrubozobých ptáků z čeledi kachnovitých, který zahrnuje jedny z nejznámějších kachen včetně kachny divoké.

## Systematika
Taxonomická historie kachnovitých a zejména rodu Anas je značně komplikovaná a prošla mnoha zásadními revizemi (viz např. Livezey (1991)). Jedna z posledních revizí pochází z roku 2009, kdy skupina vědců zkoumala kachnovité na základě genetických dat. Tato studie seznala, že v původním pojedí rod Anas, který zahrnoval asi 50 druhů, nebyl monofyletický. Autoři studie navrhli v rodu Anas ponechat kolem 30 druhů a ostatní kachny přeřadit do rodů Spatula, Mareca a monotypického rodu Sibirionetta. Toto rozdělení přijaly i taxonomické autority v oblasti.

## Seznam druhů
Do rodu Anas se v roce 2023 řadily recentní druhy kachen s těmito českými názvy:
| Obrázek | Běžné jméno           | Vědecké jméno                                              | Areál rozšíření                                                                     |
| ------- | --------------------- | ---------------------------------------------------------- | ----------------------------------------------------------------------------------- |
|         | Kachna temná          | Anas sparsa                                                | Afrika                                                                              |
|         | Kachna žlutozobá      | Anas undulata                                              | Jižní a východní Afrika                                                             |
|         | Kachna madagaskarská  | Anas melleri                                               | Východní Madagaskar                                                                 |
|         | Kachna proužkovaná    | Anas superciliosa                                          | Indonésie, Nová Guinea, Austrálie, Nový Zéland a četné pacifické ostrovy            |
|         | Kachna laysanská      | Anas laysanensis                                           | Havajské ostrovy                                                                    |
|         | Kachna havajská       | Anas wyvilliana                                            | Havajské ostrovy                                                                    |
|         | Kachna filipínská     | Anas luzonica                                              | Filipíny                                                                            |
|         | Kachna skvrnozobá     | Anas poecilorhyncha                                        | Pákistán a Indie                                                                    |
|         | Kachna čínská         | Anas zonorhyncha                                           | Jihovýchodní Asie                                                                   |
|         | Kachna divoká         | Anas platyrhynchos                                         | Severní Amerika, Eurasie, Havajské ostrovy, Severní Afrika, Austrálie a Nový Zéland |
|         | Kachna floridská      | Anas fulvigula                                             | Oblast Mexického zálivu                                                             |
|         | Kachna tmavá          | Anas rubripes                                              | Východ Severní Ameriky                                                              |
|         | Kachna mexická        | Anas diazi                                                 | Mexiko a Spojené státy americké                                                     |
|         | Čírka popelavá        | Anas capensis                                              | Subsaharská Afrika                                                                  |
|         | Ostralka bělolící     | Anas bahamensis                                            | Karibik, Jižní Amerika, Galapágy                                                    |
|         | Ostralka rudozobá     | Anas erythrorhyncha                                        | Jižní a východní Afrika                                                             |
|         | Ostralka žlutozobá    | Anas georgica                                              | Jižní Amerika, Falklandy, Jižní Georgie                                             |
|         | Ostralka kerguelenská | Anas eatoni                                                | Kergueleny, Crozety                                                                 |
|         | Ostralka štíhlá       | Anas acuta                                                 | Evropa, Asie, Severní Amerika                                                       |
|         | Čírka obecná          | Anas crecca                                                | Severní Aurasie                                                                     |
|         | Čírka karolínská      | Anas carolinensis                                          | Severní Amerika                                                                     |
|         | Čírka kropenatá       | Anas flavirostris                                          | Argentina, Falklandy, Chile, Peru, Bolívie, Uruguay, Brazílie                       |
|         | Čírka andská          | Anas andium (původně konspecifický s A. flavirostris)      | Kolumbie, Venezuela, Ekvádor                                                        |
|         | Čírka australasijská  | Anas gibberifrons                                          | Indonésie                                                                           |
|         |                       | Anas albogularis (původně konspecifický s A. gibberifrons) | Andamany (Indie) a ostrov Great Coco (Barma)                                        |
|         | Čírka bělohrdlá       | Anas gracilis                                              | Austrálie a Nový Zéland                                                             |
|         | Čírka kaštanová       | Anas castanea                                              | Tasmánie, jižní Austrálie, Nová Guinea a ostrov Lorda Howa                          |
|         | Čírka černoskvrnná    | Anas bernieri                                              | Madagaskar                                                                          |
|         | Čírka novozélandská   | Anas chlorotis                                             | Nový Zéland                                                                         |
|         | Čírka hnědá           | Anas aucklandica                                           | Aucklandovy ostrovy                                                                 |
|         | Čírka campbellská     | Anas nesiotis (původně konspecifický s A. aucklandica)     | Nový Zéland                                                                         |

### Vyhynulé druhy
- †Anas oustaleti
- †Kachna mauricijská, Anas theodori
- †Anas chathamica